# Ассунга
Ассунга (араб. مقاطعة أسونغا‎, Muqāṭaʿâtu Asūnġā, фр. Assoungha) — один из трёх департаментов административного региона Ваддай в республике Чад. Столица департамента расположена в городе Адре.

## Население
По данным переписи населения, в 2009 году в департаменте проживали 285 638 человек (134 253 мужчины и 151 385 женщин). По другим данным, в 2012 году количество населения департамента составляло 283 315 человек.

## Административное деление
Департамент Ам-Джерес включает в себя 6 подпрефектур:
- Адре;
- Борота;
- Хаджер-Хадид;
- Маброне;
- Молу;
- Троан.

## Префекты
- С 11 июня 2007 года: Алтачи Галмей;
- С 11 сентября 2007 года: Аббади Саяр Фадул;
- Умар Бурку;
- С 3 ноября 2009 года: Нокур Алтачи[1].